# Nordwestlicher Thüringer Wald
Nordwestlicher Thüringer Wald este o arie protejată (arie specială de conservare — SAC, sit de importanță comunitară — SCI) din Germania întinsă pe o suprafață de 3.179 ha, integral pe uscat.

## Localizare
Centrul sitului Nordwestlicher Thüringer Wald este situat la coordonatele 50°56′11″N 10°18′26″E / 50.9364°N 10.3072°E.

## Înființare
Situl Nordwestlicher Thüringer Wald a fost declarat sit de importanță comunitară în septembrie 2000 pentru a proteja 11 specii de animale. Situl a fost protejat și ca arie specială de conservare în iulie 2008.

## Biodiversitate
Situată în ecoregiunea continentală, aria protejată conține 14 habitate naturale: Lacuri eutrofice naturale cu vegetație de tip Magnopotamion sau Hydrocharition, Cursuri de apă de la nivel de câmpie la nivel montan, cu vegetație Ranunculion fluitantis și Callitricho-Batrachion, Pajiști uscate europene, Liziere de ierburi înalte hidrofile de câmpie și de nivel montan până la alpin, Fânețe de joasă altitudine (Alopecurus pratensis, Sanguisorba officinalis), Pante stâncoase silicioase cu vegetație casmofită, Roci stâncoase cu vegetație pionieră de Sedo-Scleranthion sau Sedo albi-Veronicion dillenii, Peșteri inaccesibile publicului, Păduri de fag Luzulo-Fagetum, Păduri de fag Asperulo-Fagetum, Păduri de fag din Europa Centrală dezvoltate pe sol calcaros cu Cephalanthero-Fagion, Păduri de stejar și carpen Galio-Carpinetum, Păduri pe pante, grohotișuri și ravene de Tilio-Acerion, Păduri aluvionare cu Alnus glutinosa și Fraxinus excelsior (Alno-Padion, Alnion incanae, Salicion albae).
La baza desemnării sitului se află mai multe specii protejate:
- păsări (6): buha (Bubo bubo), barză neagră (Ciconia nigra), ciocănitoare neagră (Dryocopus martius), Falco peregrinus peregrinus, gaia roșie (Milvus milvus), ciocănitoare verzuie (Picus canus)
- amfibieni (1): triton cu creastă (Triturus cristatus)
- mamifere (2): liliac cu urechi mari (Myotis bechsteinii), liliac comun (Myotis myotis)
- nevertebrate (2): rădașcă (Lucanus cervus), Osmoderma eremita Complex

Pe lângă speciile protejate, pe teritoriul sitului au mai fost identificate 24 de specii de plante, 4 specii de amfibieni, 13 specii de mamifere, 12 specii de nevertebrate, 2 specii de reptile.